# Zenón Cuba
Zenón Cuba fue un médico y político peruano. 
Fue miembro de la Convención de 1855 por la provincia de Chumbivilcas entre 1855 y 1857 que, durante el segundo gobierno de Ramón Castilla, elaboró la Constitución de 1856, la sexta que rigió en el país. Junto con los diputados José Luis Quiñones, Venancio Galdós, Ubaldo Arana y Justo del Mar, formó parte de la comisión que dispuso la publicación póstuma de las obras de Maríano Paz Soldán y su distribución a las escuelas de todo el país.